# Campeonato Cearense Série C 2017
In 2017 werd het veertiende Campeonato Cearense Série C gespeeld voor voetbalclubs uit de Braziliaanse staat Ceará. De competitie werd georganiseerd door de FCF en werd gespeeld van 23 september tot 26 november. União werd kampioen.

## Eerste fase

### Groep A1
| Plaats | Club        | Wed. | W | G | V | Saldo | Ptn. |
| ------ | ----------- | ---- | - | - | - | ----- | ---- |
| 1.     | Pacajus     | 6    | 4 | 1 | 1 | 13:7  | 13   |
| 2.     | Caucaia     | 6    | 3 | 0 | 3 | 9:8   | 9    |
| 3.     | Nova Russas | 6    | 2 | 2 | 2 | 8:5   | 8    |
| 4.     | Itapajé     | 6    | 1 | 1 | 4 | 6:16  | 4    |

|  | Geplaatst voor tweede fase |

### Groep A2
| Plaats | Club         | Wed. | W | G | V | Saldo | Ptn. |
| ------ | ------------ | ---- | - | - | - | ----- | ---- |
| 1.     | Barbalha     | 6    | 3 | 3 | 0 | 11:4  | 12   |
| 2.     | União        | 6    | 3 | 2 | 1 | 19:8  | 11   |
| 3.     | Campo Grande | 6    | 2 | 0 | 4 | 9:13  | 6    |
| 4.     | Crato        | 6    | 1 | 1 | 4 | 5:19  | 4    |

|  | Geplaatst voor tweede fase |

## Tweede fase
|  | Halve finale | Halve finale | Halve finale | Halve finale | Halve finale |   |          | Finale           | Finale           | Finale           | Finale           | Finale           |
|  |              |              |              |              |              |   |          |                  |                  |                  |                  |                  |
|  | Caucaia      | Caucaia      | 2            | 1            | 3            |   |          |                  |                  |                  |                  |                  |
|  | Barbalha     | Barbalha     | 0            | 2            | 2            |   |          |                  |                  |                  |                  |                  |
|  | Barbalha     | Barbalha     | 0            | 2            | 2            |   | Caucaia  | Caucaia          | 3                | 0                | 3                |                  |
|  |              |              |              |              |              |   | Caucaia  | Caucaia          | 3                | 0                | 3                |                  |
|  |              | União        | União        | 2            | 2            | 4 |          |                  |                  |                  |                  |                  |
|  | União        | União        | União        | 2            | 2            | 4 | 6        | 1                | 7                |                  |                  |                  |
|  | União        | União        |              |              |              |   | 6        | 1                | 7                |                  |                  |                  |
|  | Pacajus      | Pacajus      | 2            | 1            | 3            |   |          | Bronzen medaille | Bronzen medaille | Bronzen medaille | Bronzen medaille | Bronzen medaille |
|  |              |              |              |              |              |   | Barbalha | Barbalha         | 3                | 2                | 5                |                  |
|  |              |              |              |              |              |   |          | Pacajus          | Pacajus          | 2                | 1                | 3                |

### Kampioen
| Campeonato Cearense de 2017 - Série C |
| Ceará                                 |
| ------------------------------------- |
| UNIÃO Kampioen (1° titel)             |